# Sénatus-consulte du 3 mai 1854
Loi de départementalisation
Le sénatus-consulte du 3 mai 1854 est un sénatus-consulte du Second Empire, adopté par le Sénat le 7 avril 1854 puis sanctionné et promulgué par l'empereur Napoléon III le 3 mai.
Le texte se compose de quatre titres, mais les titres Ier, III et IV ne comportent chacun qu'un seul article, contre 16 pour le titre II qui correspond le mieux au titre du sénatus-consulte en réglant le statut constitutionnel de la Guadeloupe, de la Martinique et de La Réunion. Parmi les « quatre vieilles colonies », le sort de la Guyane est alors séparé de celui des trois autres. 

## Élaboration
Pendant le débat sur l'adoption du texte, le sénateur Gaston d'Audiffret propose, sans succès, de transformer les plus anciennes colonies en départements. 

## Contenu

### Guadeloupe, Martinique et La Réunion
Le titre II (art. 2 à 17) donne les grandes règles du statut des trois colonies. Les articles 2 à 8 fixent les compétences des différentes autorités pour promulguer les lois et règlements dans chaque colonie. Le régime de ces colonies tend vers l'assimilation à la métropole. Sur le plan institutionnel, l'article 9 conforte les pouvoirs du gouverneur à qui sont confiés « le commandement général et la haute administration ». Le sénatus-consulte confirme les deux fonctions, consultative et contentieuse, du conseil privé. Le territoire de chacune de ces colonies est divisé en communes. Cependant, non seulement les maires, comme alors en métropole, mais aussi les adjoints et les conseillers municipaux, sont nommés par le gouverneur (art. 11). Les conseils coloniaux, supprimés en 1848, sont rétablis sous le nom de « conseil général » ; toutefois leurs membres sont pour moitié nommés par le gouverneur, et pour moitié désignés par les conseils municipaux eux-mêmes nommés (art. 12). En outre leurs attributions sont limitées. 
Le sénatus-consulte instaure par ailleurs un « comité consultatif des colonies » (art. 17) qui comprend sept membres, quatre nommés par l'Empereur et trois délégués, un de chaque conseil général.

### Autres dispositions
L'article 1er du sénatus-consulte réaffirme que l'esclavage, aboli en 1848, ne sera pas rétabli. Quant au titre III, composé de l'article 18, il prévoit : 

« Les colonies autres que la Guadeloupe, la Martinique et la Réunion, seront régies par décrets de l'Empereur, jusqu'à ce qu'il ait été statué à leur égard par un sénatus-consulte. »

En fait, les statuts annoncés n'étant pas pris, les autres colonies restent soumises au « régime des décrets », qui tend au régime de spécialité législative. La législation décidée pour la métropole n'est pas applicable de droit dans les colonies. Elle ne peut l'être que par une mention expresse dans la loi, ou par une décision de l'exécutif. 

## Postérité
Au-delà du Second Empire, le régime du sénatus-consulte reste largement en vigueur sous la Troisième République ainsi que pendant la Seconde Guerre mondiale,. Cependant, l'administration locale des « vieilles colonies » se trouve démocratisée sous la Troisième République avec l'extension de la loi du 10 août 1870 et des lois municipales. Le titre III du sénatus-consulte reste en vigueur dans les autres colonies et est appliqué aux nouvelles colonies d'Afrique. Dans ces territoires, seules quelques communes « de plein exercice » comme Saint-Louis, Nouméa ou Papeete se voient reconnaître un régime municipal proche de celui de la métropole. 
Le sénatus-consulte de 1854 reste largement en vigueur, pour la Guadeloupe, la Guyane, la Martinique et la Réunion, jusqu'à la loi de départementalisation en 1946 et, pour les territoires d'outre-mer, jusqu'à la loi-cadre Defferre de 1956. 